# Frieda Lawrence
Emma Maria Frieda Johanna Freiin von Richthofen Lawrence, conocida como Frieda Lawrence (Metz, 11 de agosto de 1879 - Taos, 11 de agosto de 1956) fue una figura literaria alemana casada con el novelista británico D. H. Lawrence.

## Biografía
Emma Maria Frieda Johanna Freiin (baronesa) von Richthofen (también conocida por sus apellidos de casada como Frieda Weekley, Frieda Lawrence y Frieda Lawrence Ravagli) nació en la nobleza de Alemania en Metz. Su padre era el barón Friedrich Ernst Ludwig Emil von Richthofen (1844–1916) un ingeniero en el ejército imperial alemán, y su madre era Anna Elise Lidia Marquier (1852–1930).
En 1899 se casó con un filólogo británico y profesor de lenguas modernas, Ernest Weekley, con quien tuvo tres hijos, Charles Montague (nacido en 1900), Elsa Agnès (nacida en 1902) y Barbara Joy (nacida en 1904). Se establecieron en Nottingham, donde Ernest era académico en la universidad. Durante su matrimonio con Weekley comenzó a traducir literatura alemana, principalmente cuentos de hadas, al inglés.
Conoció a D. H. Lawrence, exalumno de su marido, en 1912; pronto ella se enamoró de él y se fugaron a Alemania. Durante su estancia allí, Lawrence fue arrestado por espiar; después de la intervención del padre de Frieda, la pareja escapó caminando hacia el sur por los Alpes hasta Italia. Tras divorciarse, Frieda se casó con Lawrence en 1914. Para ello, tuvo que dejar a sus hijos con Weekley; en aquella época, las mujeres divorciadas consideradas adúlteras no podían obtener la custodia.
Si bien tenían la intención de regresar al continente, el estallido de la guerra los mantuvo en Inglaterra, donde sufrieron hostigamiento y censura por parte de las autoridades. También tuvieron que enfrentarse a vivir con los recursos limitados y la salud ya frágil de D. H. Lawrence.
Dejando la Inglaterra de la posguerra en la primera oportunidad, viajaron mucho y finalmente se establecieron en el Rancho Kiowa cerca de Taos, Nuevo México, y en los últimos años de Lawrence, en la Villa Mirenda, cerca de Scandicci en Toscana. Después de la muerte de su esposo en Vence, Francia, en 1930, Frieda Lawrence regresó a Taos para vivir con su tercer esposo, Angelo Ravagli. El rancho es ahora propiedad de la Universidad de Nuevo México en Albuquerque.
Georgia O'Keeffe, que la conoció en Taos, dijo en 1974: «Frieda era muy especial. Puedo recordar muy claramente la primera vez que la vi, de pie junto a una puerta, con el pelo todo rizado, con un vestido rojo de percal barato que parecía como si acabara de limpiar la sartén con él. No era delgada ni joven, pero había algo radiante y maravilloso en ella».
A través de su hermana mayor Else von Richthofen, Frieda conoció a muchos intelectuales y autores, entre ellos el socio-economista Alfred Weber y el sociólogo Max Weber, el psicoanalista radical Otto Gross (que fue su amante) y la escritora Franziska von Reventlow.
Con su aprobación para la dramatización para el teatro de El amante de Lady Chatterley de Lawrence —que se pensaba que se basaba en parte en la propia relación de ella como aristócrata con el Lawrence de clase obrera—  que fue la única novela que se llevó a escena. La obra de John Harte fue la única dramatización que ella aceptó, e hizo todo lo posible para que se produjera. Aunque le encantaba la obra cuando la leyó, el barón Philippe de Rothschild, que era un amigo íntimo, ya había adquirido los derechos de autor de la historia de Lawrence. No liberó la obra hasta 1960, después de que se estrenara su versión cinematográfica. La obra de John Harte se produjo por primera vez en The Arts Theatre, Londres en 1961, cinco años después de su muerte.[cita requerida]
Frieda Lawrence murió en su septuagésimo séptimo cumpleaños en Taos.

## Cultura popular
Ella es un personaje importante en On the Rocks, una obra de Amy Rosenthal que trata sobre su relación a veces difícil con D. H. Lawrence.
Frieda Lawrence fue la inspiración para el personaje de Harriet Somers, interpretada por Judy Davis en la película australiana Kangaroo (1987). La película está basada en la novela semiautobiográfica de D. H. Lawrence del mismo nombre.

### Autobiografía
- Lawrence, Frieda von Richthofen. Not I, but the Wind... Con epílogo de Harry T. Moore. Nueva York: Viking, 1934.
  - Reimpresión. Carbondale: Universidad del Sur de Illinois, 1974. LCCN 74008660 ISBN 0809306905.

### Biografías
- Byrne, Janet. A Genius for Living: The Life of Frieda Lawrence. Nueva York: HarperCollins, 1995. ISBN 0060190019.
- Crotch, Martha Gordon. Recuerdos de Frieda Lawrence. Edimburgo: Tragara Press, 1975. ISBN 0902616196.
- Verde, Martín. Las hermanas von Richthofen: los modos de amor triunfante y trágico: Else y Frieda Von Richthofen, Otto Gross, Max Weber y DH Lawrence, en los años 1870-1970. Nueva York: Basic Books, 1974. ISBN 0465090508.
- Lawrence, Frieda von Richthofen, Harry T. Moore y Dale B. Montague, eds. Frieda Lawrence y su círculo: cartas de, para y sobre Frieda Lawrence. Londres: Macmillan, 1981. ISBN 0333276000.